# Adana (province)
Pour les articles homonymes, voir Adana (homonymie).
La province d'Adana est une des 81 provinces (en turc : il, au singulier, et iller au pluriel) de la Turquie.
Sa préfecture (en turc : valiliği) se trouve dans la ville éponyme d'Adana.

## Géographie
La province d'Adana est limitrophe des provinces de Mersin, Hatay, Osmaniye, Kahramanmaraş et Kayseri. Elle est en outre bordée par la mer Méditerranée au sud.
Sa superficie est de 14 256 km2.

## Population
Au recensement de 2000, la province était peuplée de 1 849 478 habitants, soit une densité de population de 129,73 hab./km2.
Entre 2000 et 2017, la population a augmenté de près de 20%.
| 2000      | 2001      | 2002      | 2003      | 2004      | 2005      | 2006      |
| --------- | --------- | --------- | --------- | --------- | --------- | --------- |
| 1 879 695 | 1 899 324 | 1 916 637 | 1 933 428 | 1 951 142 | 1 969 512 | 1 988 277 |

| 2007      | 2008      | 2009      | 2010      | 2011      | 2012      | 2013      |
| --------- | --------- | --------- | --------- | --------- | --------- | --------- |
| 2 006 650 | 2 026 319 | 2 062 226 | 2 085 225 | 2 108 805 | 2 125 635 | 2 149 260 |

| 2014      | 2015      | 2016      | 2017      | 2018      | 2019      | 2020      |
| --------- | --------- | --------- | --------- | --------- | --------- | --------- |
| 2 165 595 | 2 183 167 | 2 201 670 | 2 216 475 | 2 220 125 | 2 237 940 | 2 258 718 |

| 2021      | 2022      | 2023      | - | - | - | - |
| --------- | --------- | --------- | - | - | - | - |
| 2 263 373 | 2 274 106 | 2 270 298 | - | - | - | - |

## Administration
La province est administrée par un préfet (en turc : vali)

## Subdivisions
La province est divisée en 14 districts (en turc : ilçe, au singulier).